# Neuer Niendorfer Friedhof

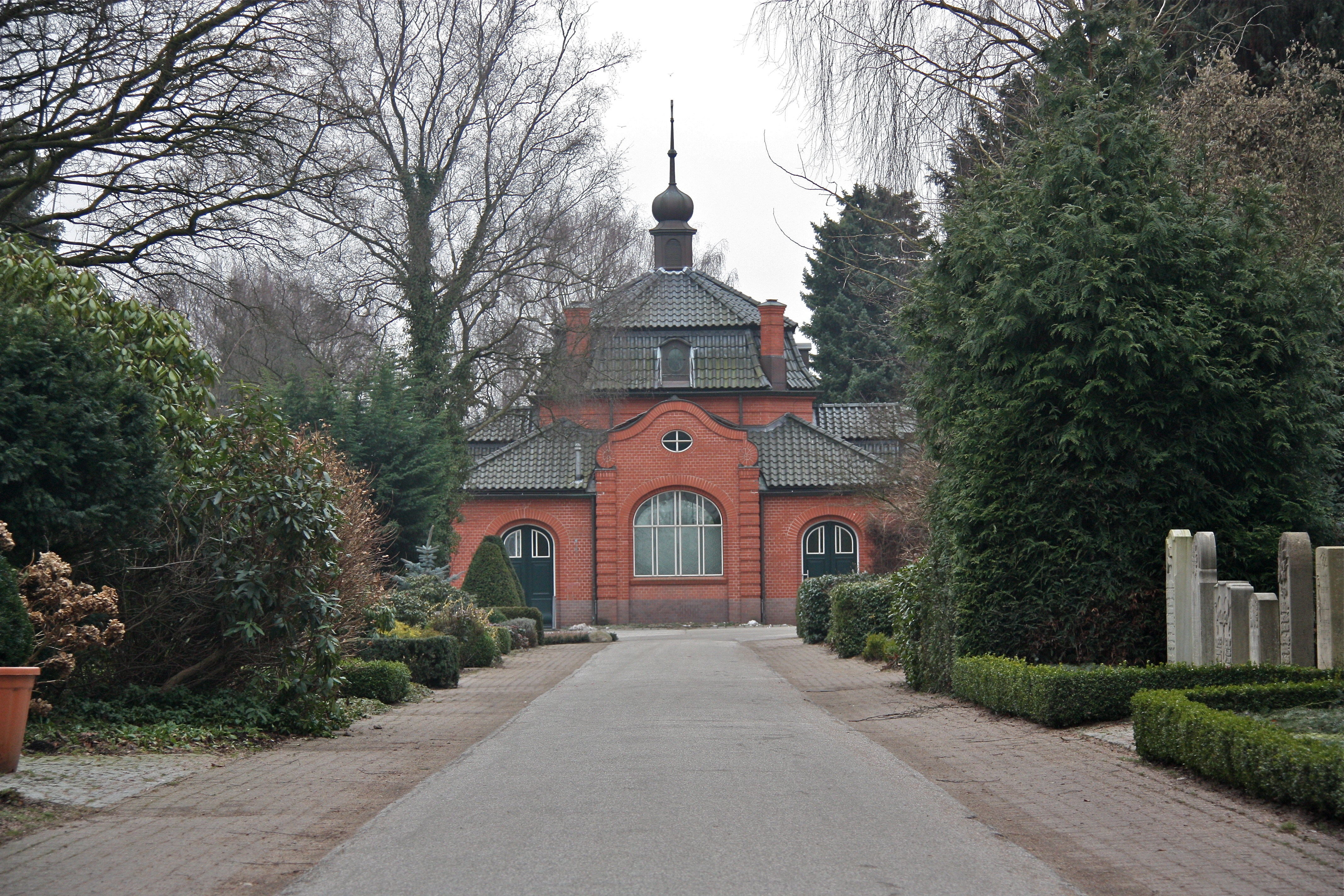
Hauptweg zur Kapelle

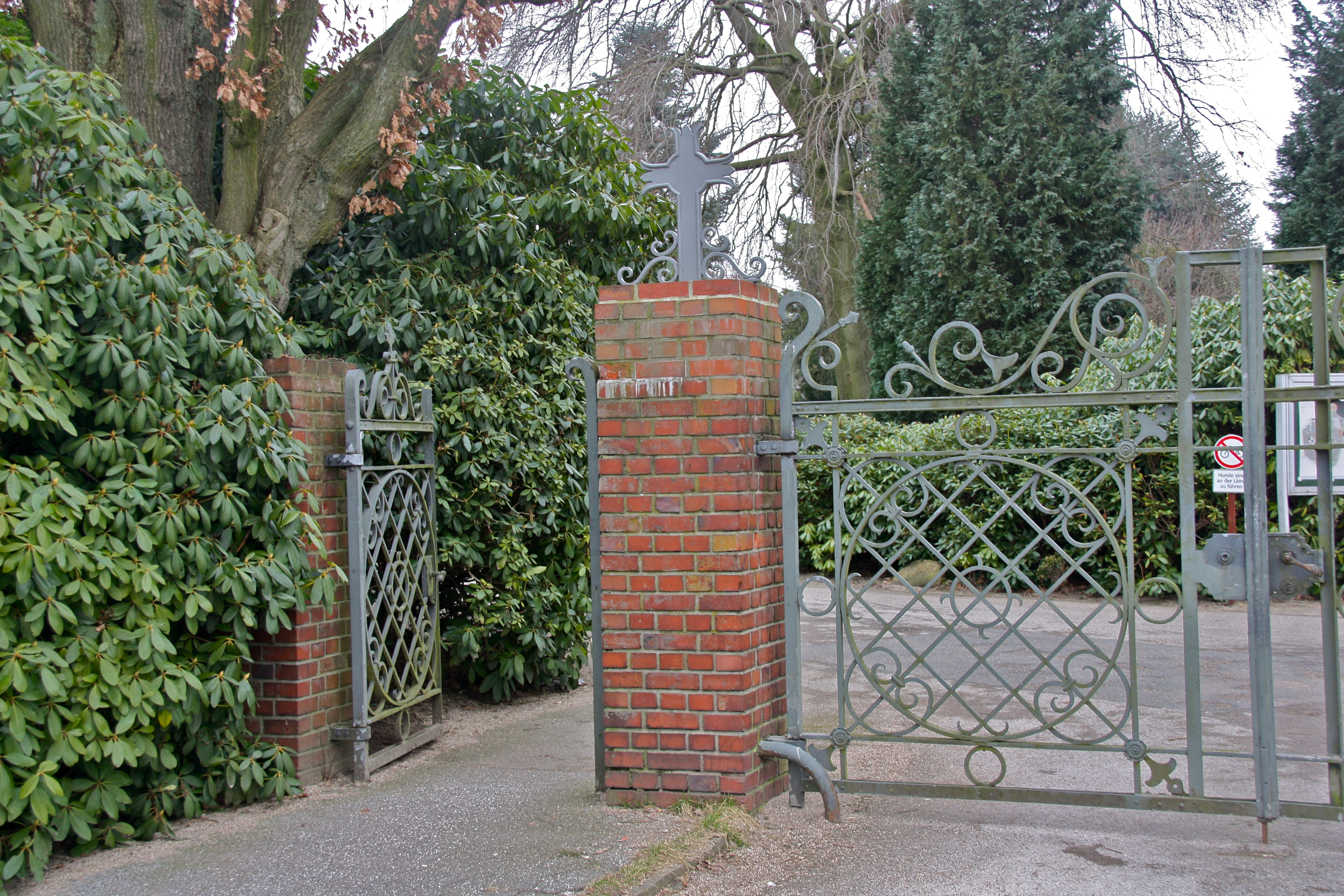
Eingang am Sootbörn

Der Neue Niendorfer Friedhof ist ein evangelischer Friedhof im Hamburger Stadtteil Niendorf. Er hat eine Fläche von rund 12,5 Hektar mit 19.200 Gräbern, auf der jährlich ca. 1000 Beisetzungen stattfinden. Der Friedhof befindet sich in der Nähe des Niendorfer Marktplatzes zwischen den Straßen Garstedter Weg und Sootbörn unweit einer der Startbahnen des Hamburger Flughafens.

## Geschichte
Auf dem Kirchhof rund um die Marktkirche wurde ab etwa 1770 bestattet. Im Jahre 1847 wurde dieser Kirchhof durch den heute Alter Niendorfer Friedhof genannten Friedhof in südliche und westliche Richtung erweitert. Auch dieses Gebiet wurde schnell zu klein, als Erweiterung legte man ab 1900 den Neuen Niendorfer Friedhof in geringer Entfernung an, auf dem man 1903 mit den ersten Beisetzungen begann. Auf beiden Friedhöfen finden Bestattungen statt.
Im Jahre 1906 stiftete die Familie von Berenberg-Goßler die achteckige Kapelle, die sich im Stil an die Marktkirche anlehnt. Als Gegenleistung erhielt die Familie das Verfügungsrecht über einen bis zu diesem Zeitpunkt öffentlichen Weg, der durch ihren Park (heute ein Teil des Niendorfer Geheges) führte. Die Kapelle wurde 1997 bis 1998 grundlegend renoviert.

## Gräber
Auf dem Friedhof gibt es klassische Reihen- und Urnengräber genauso wie Urnengräberfelder mit gemeinsamem Gedenkstein. Am nördlichen Rand des Geländes befindet sich eine sogenannte „Sarggemeinschaftsanlage“, die hinter einem Trauerplatz mit Gedenkwand einen von der Friedhofsgärtnerei gepflegten Bereich bietet, der insgesamt 83 Bestattungen in Särgen ermöglicht.
Man findet neben dem westlichen Weg zur Kapelle auch ein kleines Feld mit museal aufgestellten Sandsteinstelen aus dem frühen 20. Jahrhundert, darunter auch der Stein für den Hamburger Motorrad-Rennfahrer Herbert Drews. Ein weiteres Gräberfeld für 95 Tote aus der Zeit des Zweiten Weltkriegs wurde 2020 restauriert.
Bekannte Persönlichkeiten, die auf dem Friedhof beerdigt wurden, sind:
- Friedel Hensch – deutsche Sängerin (1906–1990)
- Werner Cyprys – deutscher Sänger (1922–2000)
- Herbert Drews – Motorrad-Rennfahrer (1907–1949)
- Gerhard Langmaack – Architekt (1898–1986)
- Walter Kaestner – Deutscher Philologe (1912–2005)
- Alma de l’Aigle – Reformpädagogin und Rosenkennerin[3][4] (1889–1959)

## Fotografien

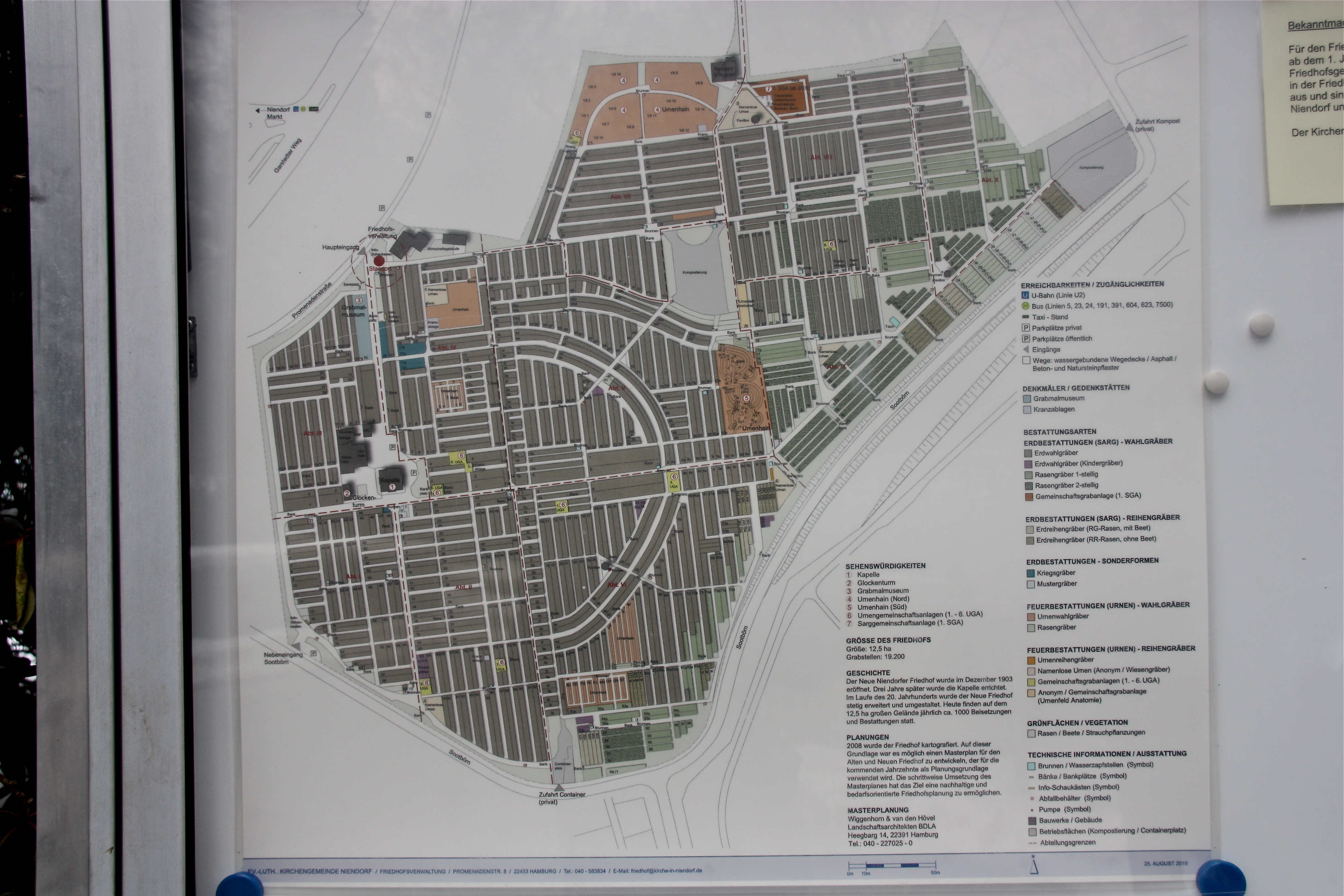
Übersichtskarte des Friedhofs
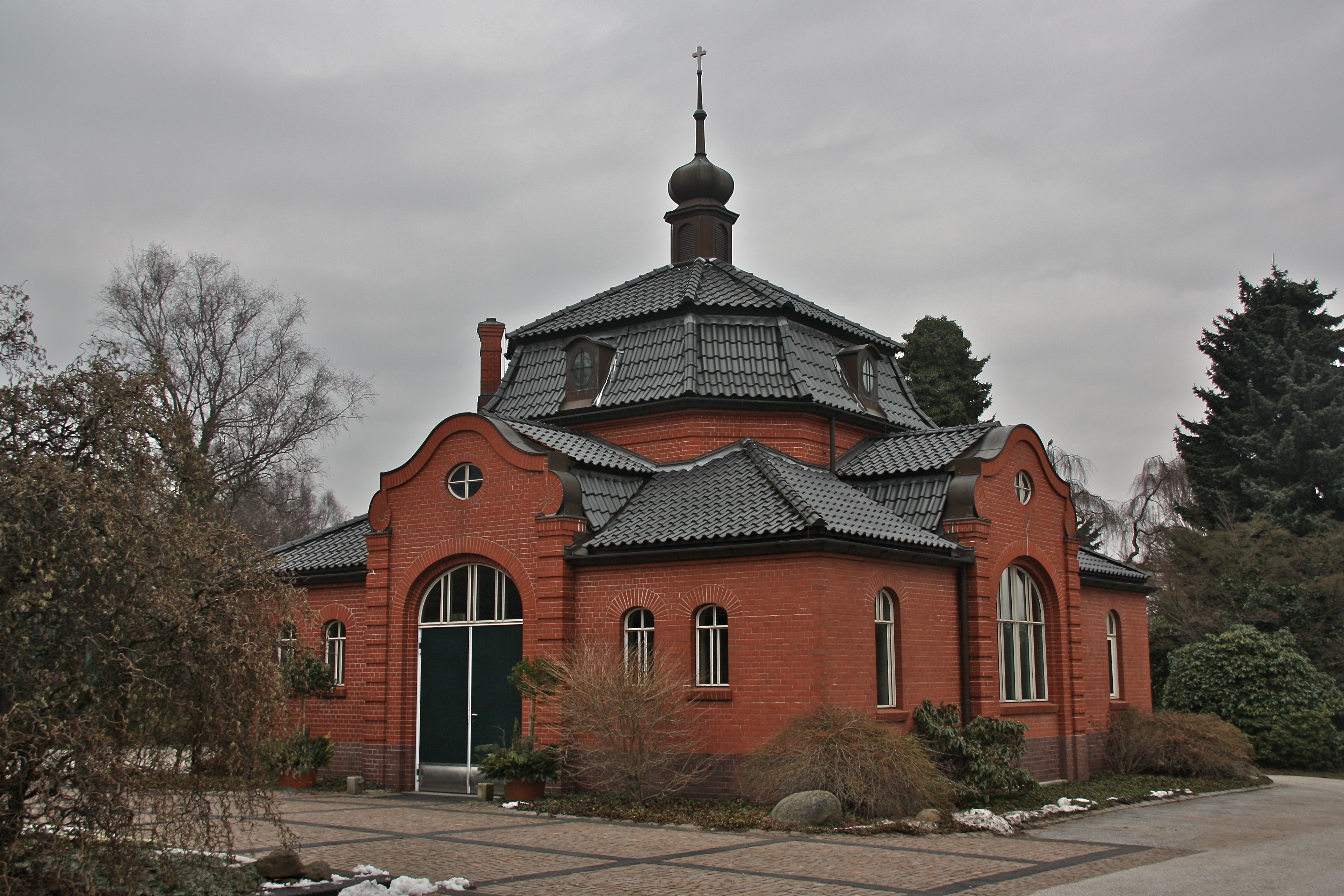
Kapelle
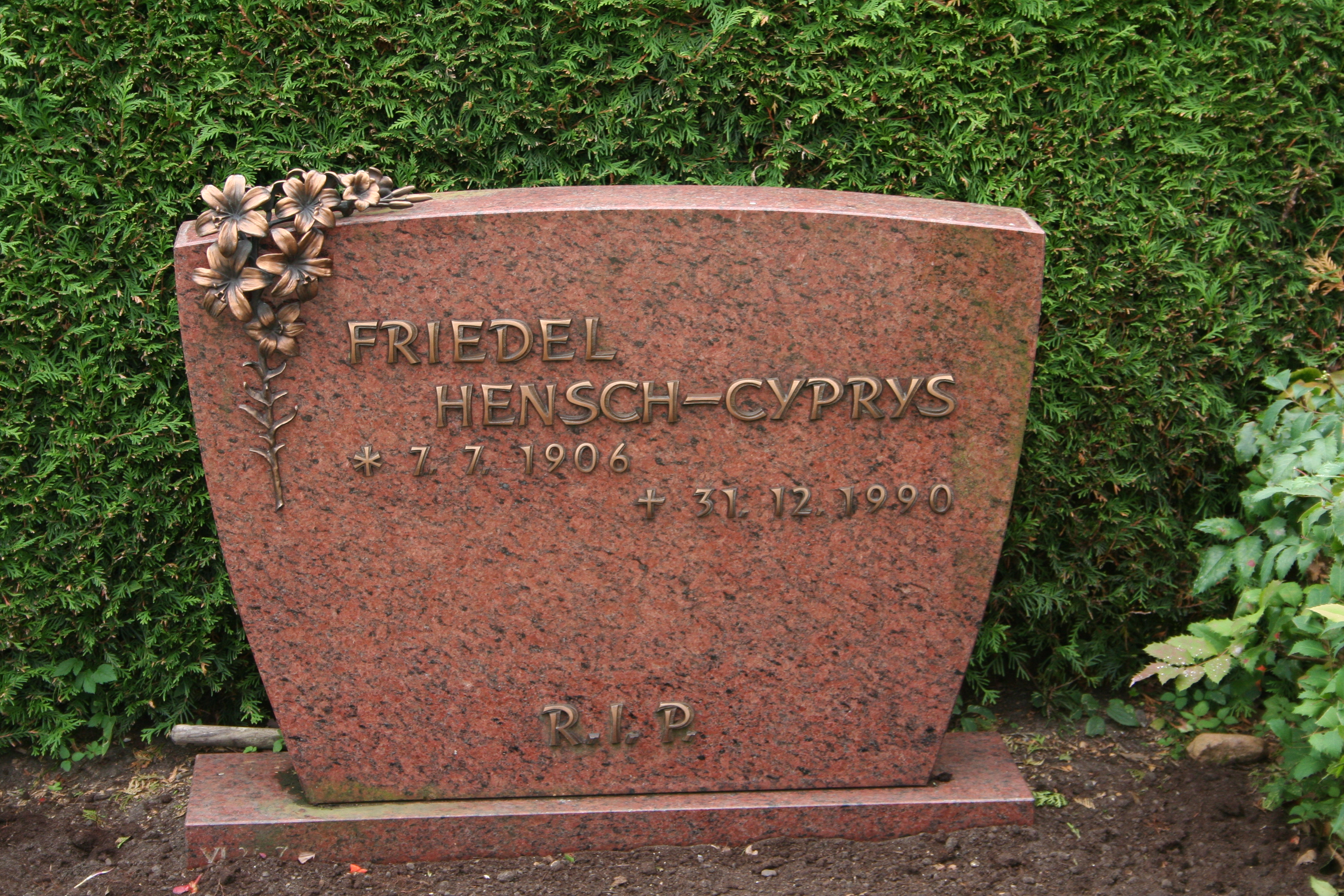
Grab von Friedel Hensch